# Monica Susanna Mezzadri
Monica Susanna Mezzadri (Schio, 8 novembre 1965) è una pattinatrice artistica a rotelle italiana, campionessa italiana, europea e due volte campionessa mondiale.

## Biografia
Inizia a gareggiare nel 1974 subito nell'artistico, inizialmente nel singolo, per passare successivamente alle gare a coppia. La sua società è l'Anspi Libertas Pattinaggio Malo. Il suo partner è Fabio Trevisani, con il quale inizia la collaborazione nel 1981; la loro allenatrice è Sara Locando. Nel 1983 conquista l'argento alla "Coppa di Germania", gareggiando ancora nel singolo. Nel 1984 è campionessa italiana coppie e si aggiudica la "Coppa Europa" ancora a coppie. L'anno dopo vince la "Coppa di Germania" ed è quarta ai campionati del mondo, piazzamento che ripete nel 1986 a Bogotà. Il 1987 è la stagione del trionfo, vince i campionati italiani, quelli europei a Spinea, ed i Mondiali in Nuova Zelanda, le viene inoltre conferita la Medaglia d'oro al valore atletico. Si riconferma campionessa del mondo nel 1988 negli Stati Uniti a Pensacola ed alla fine dell'anno decide di interrompere l'attività agonistica.
Si laurea in Lettere presso l'Università degli studi di Verona, diviene professoressa di italiano e latino. Continua ad allenare part-time presso la società dove è cresciuta come atleta.

## Campionati del Mondo Pattinaggio Artistico a Rotelle (video)

### Auckland (Nuova Zelanda) 1987
Mezzadri-Trevisani, medaglia d'oro cat. Coppia Artistico
- Short view full size
- Disco view full size

### Pensacola (USA) 1988
Mezzadri-Trevisani, medaglia d'oro cat. Coppia Artistico
- Short view full size
- Disco view full size